# Петр Мареш
Петр Мареш (чеськ. Petr Mareš, нар. 17 січня 1991, Плана) — чеський футболіст, захисник латвійського клубу РФШ та національної збірної Чехії.
Виступав також за клуби «Славія» та «Тепліце».
Триразовий чемпіон Латвії. Дворазовий володар Кубка Латвії.

## Клубна кар'єра
Народився 17 січня 1991 року в місті Плана. Вихованець футбольної школи клубу «Славія». Дорослу футбольну кар'єру розпочав 2009 року в основній команді того ж клубу, в якій провів один сезон, взявши участь в одному матчі чемпіонату. 
Згодом з 2010 по 2011 рік грав у складі команд «Глучін» та «Граффін» (Влашим).
Своєю грою за останню команду знову привернув увагу представників тренерського штабу клубу «Славія», до складу якого повернувся 2011 року. Цього разу відіграв за празьку команду наступний сезон своєї ігрової кар'єри.
Протягом 2012—2016 років захищав кольори клубів «Вікторія» (Жижков) та «Градець-Кралове».
У 2016 році уклав контракт з клубом «Млада Болеслав», у складі якого провів наступні три роки своєї кар'єри гравця. Більшість часу, проведеного у складі «Млада Болеслава», був основним гравцем захисту команди.
З 2019 року один сезон захищав кольори клубу «Тепліце» як орендований гравець. Граючи у складі «Тепліце» також здебільшого виходив на поле в основному складі команди.
Протягом 2020—2021 років знову захищав кольори клубу «Млада Болеслав».
До складу клубу РФШ приєднався 2021 року. Станом на 30 січня 2025 року відіграв за ризький клуб 99 матчів у національному чемпіонаті.

## Виступи за збірні
У 2006 році дебютував у складі юнацької збірної Чехії (U-16), загалом на юнацькому рівні взяв участь у 17 іграх, відзначившись 3 забитими голами.
У 2016 році дебютував в офіційних матчах у складі національної збірної Чехії.

## Титули і досягнення
- Чемпіон Латвії (3):

РФШ: 2021, 2023, 2024
- Володар Кубка Латвії (2):

РФШ: 2021, 2024
- Володар Суперкубка Латвії (1):

РФШ: 2025